# Hylesia lebedoides
Hylesia lebedoides är en fjärilsart som beskrevs av Eugène Louis Bouvier 1930. Hylesia lebedoides ingår i släktet Hylesia och familjen påfågelsspinnare. Inga underarter finns listade i Catalogue of Life.